# Guataquí (ort)
Guataquí är en ort i Colombia.   Den ligger i departementet Cundinamarca, i den centrala delen av landet, 80 km väster om huvudstaden Bogotá. Guataquí ligger 255 meter över havet och antalet invånare är 1 139.
Terrängen runt Guataquí är huvudsakligen kuperad, men åt nordväst är den platt. Guataquí ligger nere i en dal. Runt Guataquí är det ganska tätbefolkat, med 75 invånare per kvadratkilometer. Närmaste större samhälle är Tocaima, 18,3 km öster om Guataquí. Omgivningarna runt Guataquí är huvudsakligen savann.